# كازوكي تاتشيبانا
كازوكي تاتشيبانا (باليابانية: 橘 一輝) (8 يونيو 1992 في أوساكا في اليابان – )؛ هو لاعب كرة قدم كان يلعب كلاعب وسط.

## وصلات خارجية
- كازوكي تاتشيبانا على موقع رابطة كرة القدم اليابانية للمحترفين (اليابانية)